# Lough Ree
Lough Ree (irsk: Loch Rí eller Loch Ríbh) er en sø i midten af Irland. Det er den anden af tre store søer på floden Shannon. Lough Ree er den næststørste sø på Shannon efter Lough Derg. De to andre store søer er Lough Allen mod nord og Lough Derg mod syd, og derudover findes en række mindre søer langs flodens forløb. Søen tjener som grænse mellem de tre counties Longford ogd Westmeath (begge i provinsen Leinster) på den østlige side og County Roscommon i provinsen Connacht på den vestlige side. Søen er et populært udflugtsmål for fiskeri og sejlads. Den understøtter er mindre kommercielt ålefiskeri. Byen Athlone ligger i den sydlige ende af søen og har en havn med både, der sejleder ud på Lough Ree. Den lille by Lanesboro ligger i den nordlige ende af søen.
På øen Inchcleraun (Inis Cloithreann) i den nordlige del af søen blev der grundlagt et kloster i den tidligere middelalder, og der er fortsat ruinrester fra flere kirker. Ifølge irske legender var det denne ø, hvor dronning Maeve blev dræbt. Vikingen Turgesius kontrolelrede et ringborg på søens bred indtil sin død i år 845, hvor han druknede i Lough Owel.
Ligesom flere andre irske loughs så har der været en række rapporteringer om søuhyrer i søen igenne årene.